# Leibnitz
Cet article concerne la ville autrichienne. Pour le philosophe et scientifique allemand, voir Gottfried Wilhelm Leibniz. Pour les autres significations, voir Leibnitz (homonymie).
Leibnitz est une ville de la province de Styrie, et chef-lieu du district de Leibnitz. 
Elle est connue pour son vin, sa culture, ses écoles et ses commerces. Elle est située au sud de Graz, près des rivières Mur et Sulm, et à 12 km de la frontière slovène.

## Géographie
Située à 12 km de la frontière Slovène, et à 33 km au Sud du centre-ville de Graz, Leibnitz est bordée à l'Ouest par la rivière Sulm, à l'Est par la rivière Mur.
En bordure Sud se trouve la commune de Wagna, sur laquelle les deux cours d'eau se rejoignent pour ne plus former que la rivière Mur.
Leibnitz se trouve à une altitude d'environ 300 mètres, dans la vallée de la Mur.

## Histoire
L'histoire de Leibnitz est totalement occultée par celle de sa voisine Wagna, site habité depuis au moins la période Celte de Hallstatt. On peut facilement imaginer qu'en ces temps reculés, le site de Leibnitz était couvert de champs ou de forêts.
La première mention écrite connue de Leibnitz, Lipnizza, apparait sur un parchemin en date du 7 mars 970, publié par l'empereur Otton Ier. Il semble que ce fut pour nommer un village situé sur les hauteurs bordant la ville actuelle, dont la population se serait déplacée dans la vallée de la Mur. Au XIIe siècle le nom devint Libniz et Libenizze;  Leibentz (XIIIe); Leybencz (XIVe); Leybnitz (XVe).
Du XIIe siècle jusqu'au début du XVIIe, le territoire appartient à l'archevêché de Salzbourg.  
En 1479, le bourg, qui n'est pas fortifié, est envahi par les Hongrois de Matthias Ier, qui le quitte en 1490. Les citoyens influents ayant collaboré avec les envahisseurs sont sévèrement punis.
En 1532, le bourg, ainsi que celui de Wagna, sont pillés par les Turcs, qui tuent ou emmènent en esclavage de nombreux habitants.
Le village est complètement détruit par un incendie le 29 mai 1709, puis par un second les 8 et 9 septembre 1829. Il compte alors environ un millier de résidents. 
En 1883, la population atteint 2 471 habitants. Le 27 avril 1913, l'empereur Austro-Hongrois François-Joseph Ier d'Autriche élève officielle Leibnitz au rang de ville.
Le 1er janvier 2015, les anciennes communes de Seggauberg et Kaindorf an der Sulm sont absorbées par la municipalité de Leibnitz, ce qui augmente grandement son territoire.

## Tourisme
- À Wagna, les vestiges de Flavia Solva, un municipe romain qui fut détruit au Ve siècle.
- À Wagna, le château de Retzhof.
- Le château Seggau où se trouvent des pierres avec des inscriptions venant de Flavia Solva.

Le maire est Helmut Leitenberger (SPÖ).

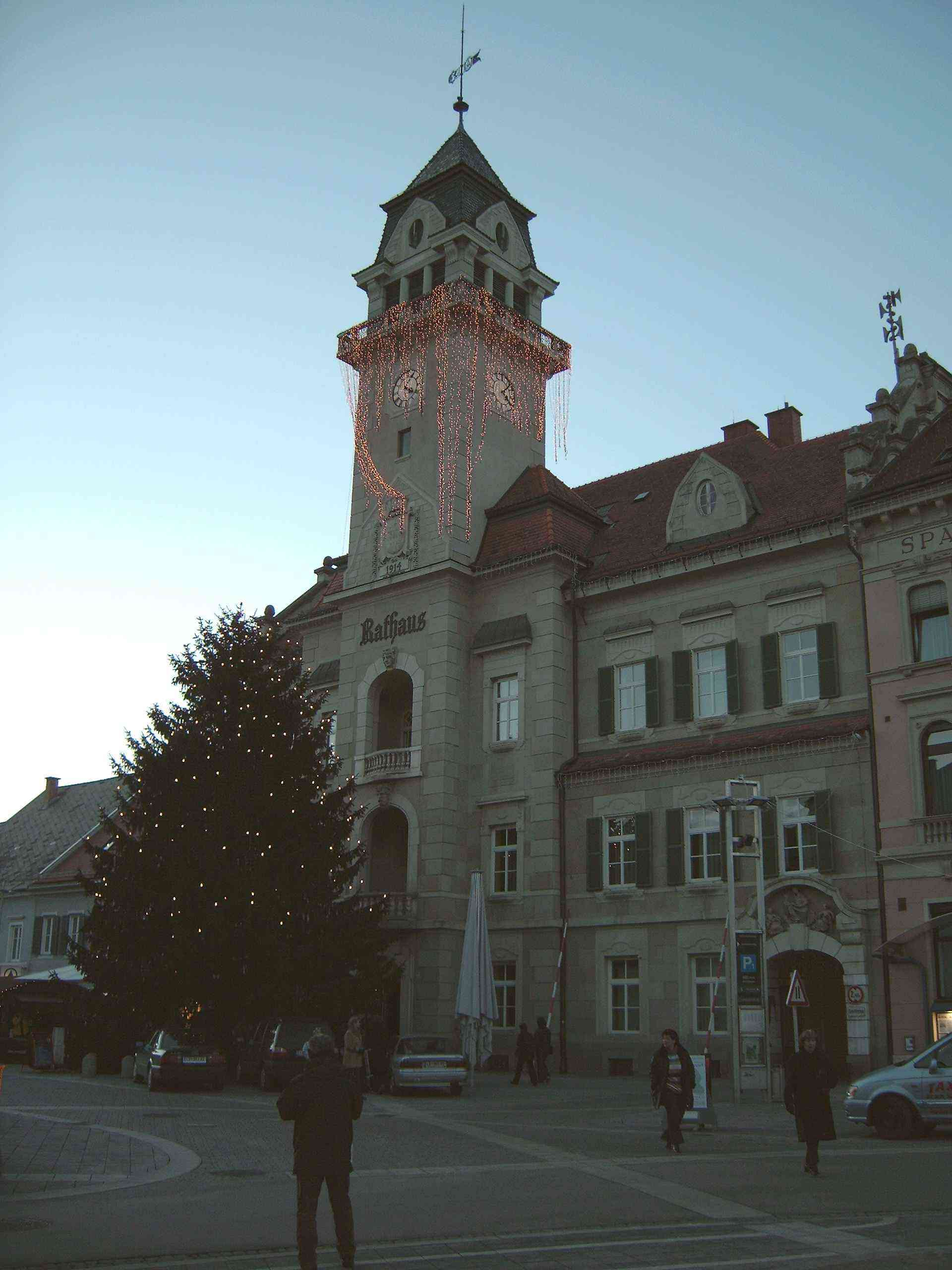
la mairie avec les illuminations de Noël
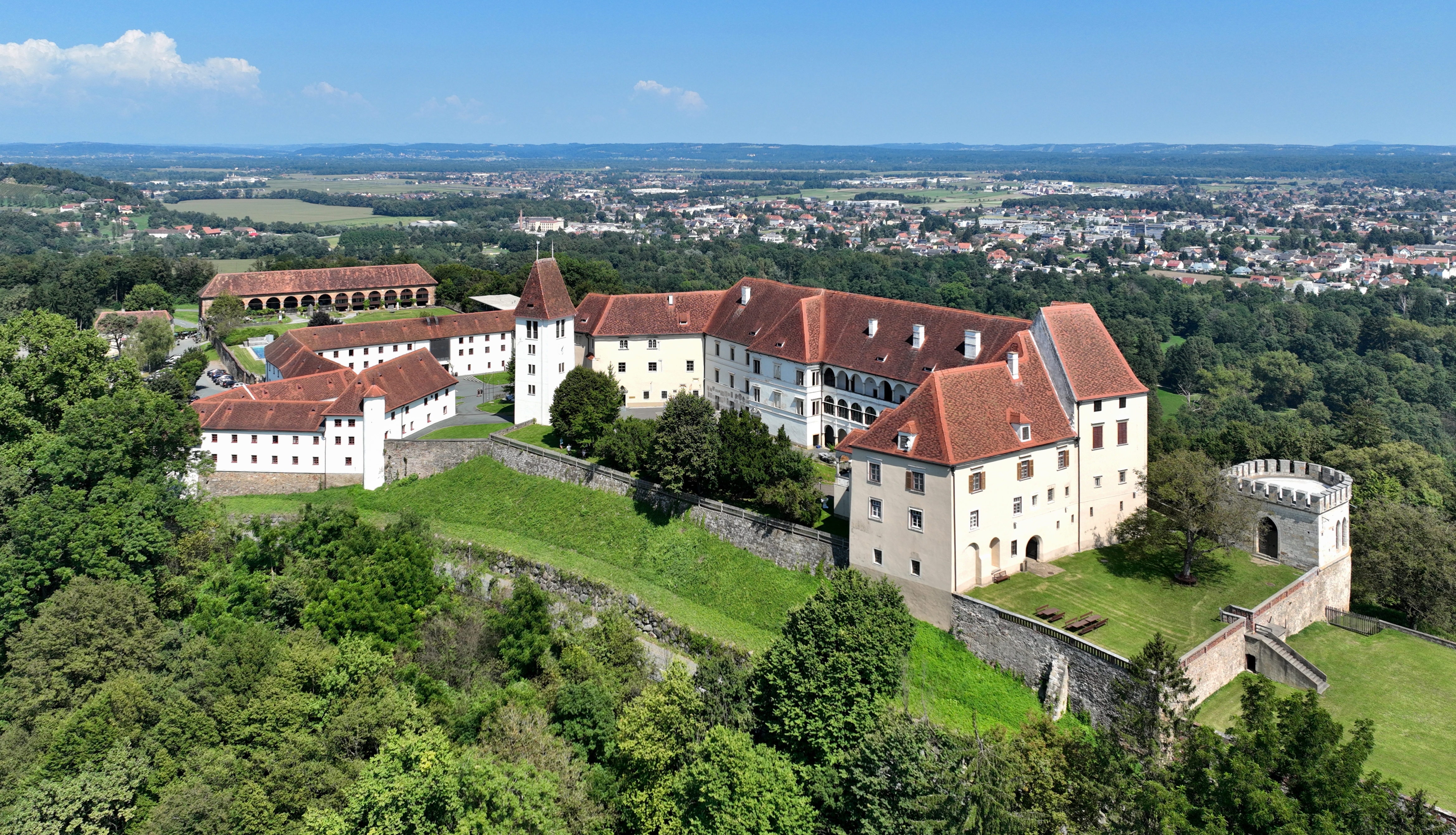
château Seggau
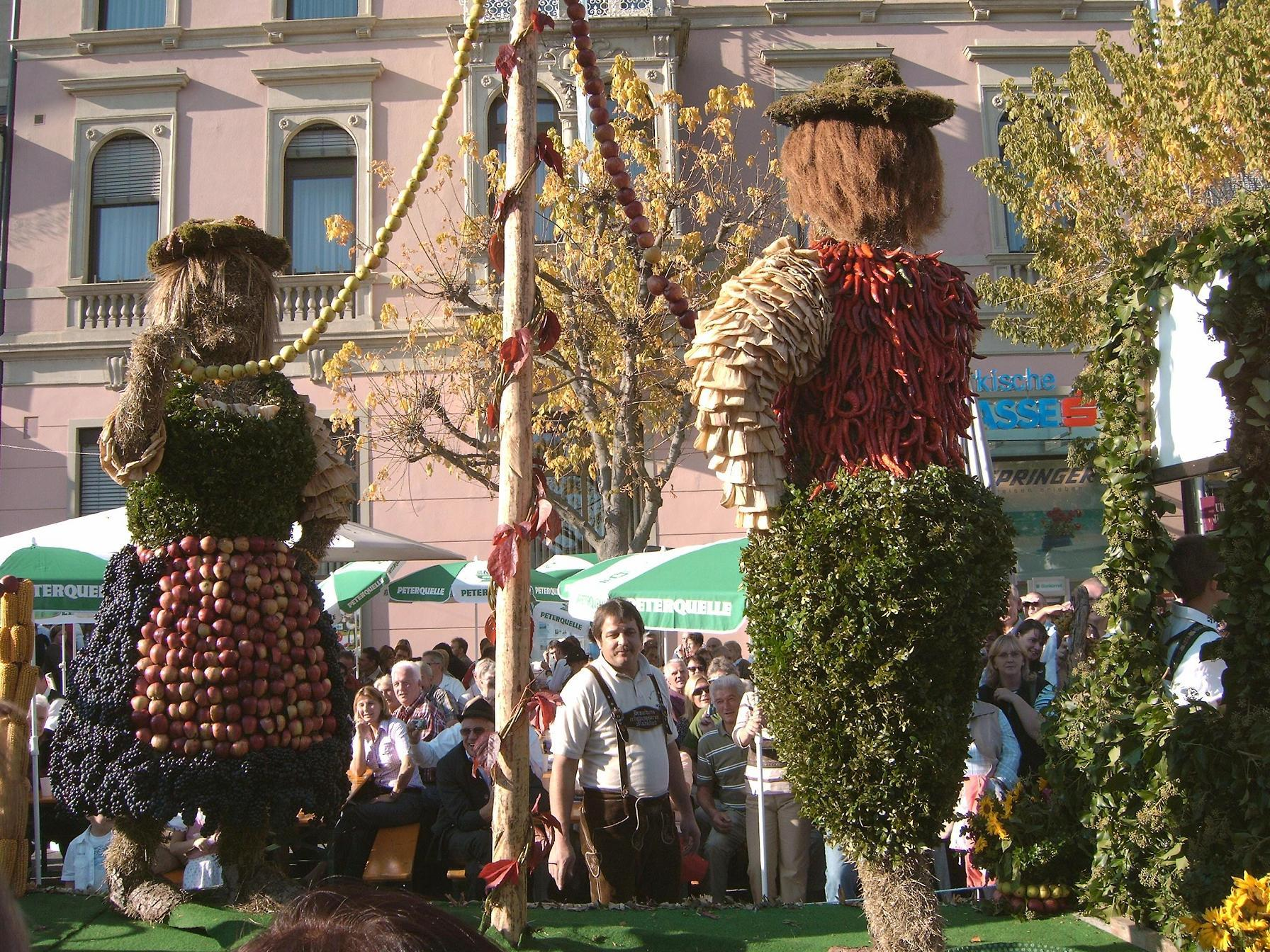
fête des recoltes 2008
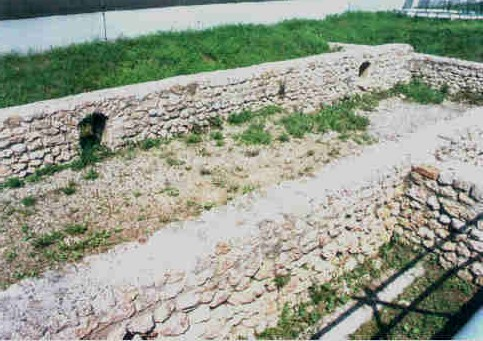
Flavia Solva

Il y a un jumelage actif avec Pedra Badejo en République dominicaine. Leibnitz est la ville de naissance de Thomas Muster.